# Табуаеран
Табуаеран (мовою кірибаті Tabuaeran), іменований також як острів чи атол Фаннінг (англ. Fanning Island) —
один із островів Лайн, що в центральній частині Тихого океану.
Знаходиться за 285 км від Кіритіматі, найбільшого у світі атолу.
Завдовжки атол 17,6 км, завширшки — 11,2 км, та оточений кораловими рифами. В центрі острова розташована лагуна, завглибшки 4,8 м у середньому, в якій мешкають рифові риби та молюски.
Табуаеран, що розташований за 900 миль від Гавайських островів, і є одним із найближчих островів до цього архіпелагу. Ймовірно, що під час залюднення Гавайських островів цей атол був проміжним пунктом для полінезійців з островів Кука та Тонга. Щоправда під час відкриття американцями Табуаеран, разом із іншими атолами архіпелагу Лайн, був незалюднений. Під час археологічних досліджень тут були знайдені сліди полінезійських церемоніальних майданчиків (марае) та рибальські гачки.

## Історія
Табуаеран відкрив у 1798 році капітан американського китобійного судна «Бетсі» Едмунд Фаннінг, який пропливав ці місцини на шляху до Китаю.
У 1846 році на острові оселився шотландець Вільям Грейг разом із дружиною з острова Маніхікі. Користуючись працею працівників з Маніхікі він висадив на острові кокосові пальми та почав займатися виробництвом пальмової олії та копри.
У XIX столітті на Табуаерані добували гуано.
У 1902 році британська компанія звела в селищі Напарі тихоокеанську кабельну станцію на лінії Каліфорнія-Фіджі-Нова Зеландія.
У 1936 році острів придбала компанія «Бьорнс Філіп енд Ко», яка володіла великим числом плантацій кокосових пальм на інших островах Тихого океану.
У 1965 році кабельну станцію було закрито, а її приміщення здано в оренду Університету Гаваї, котрий займався вивченням тихоокеанських островів.
Оренда острова тривала до 1981 року.
Після здобуття незалежності колишньою британською колонією Острови Гілберта острів Фаннінг увійшов до складу мікронезійської республіки Кірибаті та офіційно перейменований на Табуаеран.
| Прапор Кірибаті | Це незавершена стаття з географії Кірибаті. Ви можете допомогти проєкту, виправивши або дописавши її. |